# Clubiona hatamensis
Clubiona hatamensis är en spindelart som först beskrevs av Tord Tamerlan Teodor Thorell 1891.  Clubiona hatamensis ingår i släktet Clubiona och familjen säckspindlar. Inga underarter finns listade i Catalogue of Life.